# Schwartz Sándor (labdarúgó)
Schwartz Sándor (Marosvásárhely, 1909. január 18. – 1994.) magyar nemzetiségű román válogatott labdarúgó.
A román válogatott tagjaként részt vett az 1934-es világbajnokságon.

## Mérkőzései a román válogatottban
| #   | Dátum               | Ellenfél      | Eredmény | Kiírás              | Esemény |
| --- | ------------------- | ------------- | -------- | ------------------- | ------- |
| 1.  | 1932. június 12.    | Franciaország | 6 – 3    | barátságos mérkőzés | 20' 46' |
| 2.  | 1932. június 26.    | Bulgária      | 0 – 2    | Balkán-kupa         |         |
| 3.  | 1932. június 28.    | Görögország   | 3 – 0    | Balkán-kupa         | 9'      |
| 4.  | 1932. október 2.    | Lengyelország | 0 – 5    | barátságos mérkőzés | 28'     |
| 5.  | 1934. április 29.   | Jugoszlávia   | 2 – 1    | Vb-selejtező        | 38'     |
| 6.  | 1935. június 24.    | Görögország   | 2 – 2    | Balkán-kupa         |         |
| 7.  | 1936. május 10.     | Jugoszlávia   | 3 – 2    | II. Károly kupa     |         |
| 8.  | 1936. május 17.     | Görögország   | 5 – 2    | Balkán-kupa         | 37' 75' |
| 9.  | 1936. május 24.     | Bulgária      | 4 – 1    | Balkán-kupa         | 10' 55' |
| 10. | 1937. szeptember 6. | Jugoszlávia   | 1 – 2    | II. Károly kupa     |         |